# Gardenia thunbergia
Gardenia thunbergia là một loài thực vật có hoa trong họ Thiến thảo. Loài này được Thunb. mô tả khoa học đầu tiên năm 1780.

## Hình ảnh

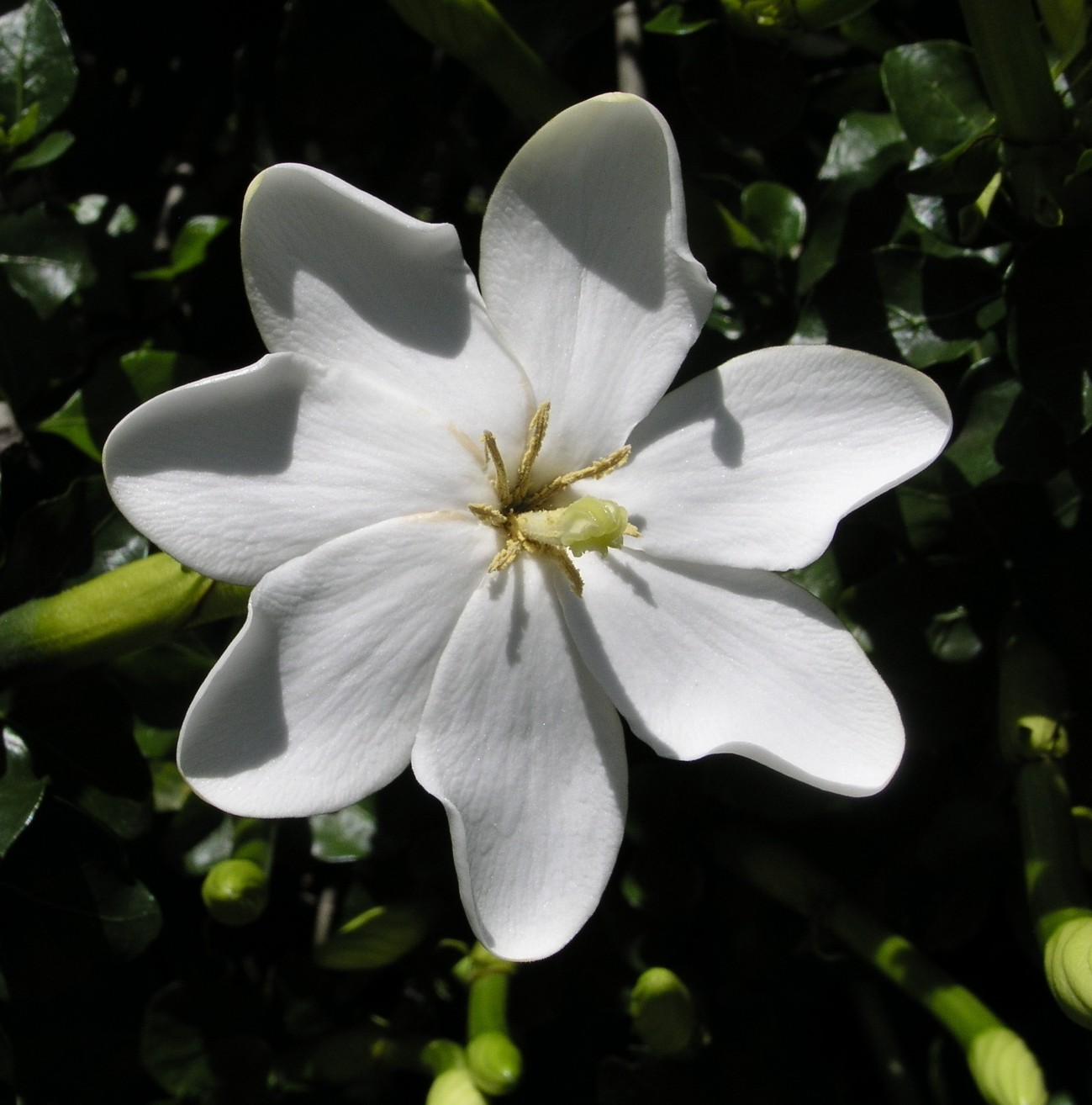
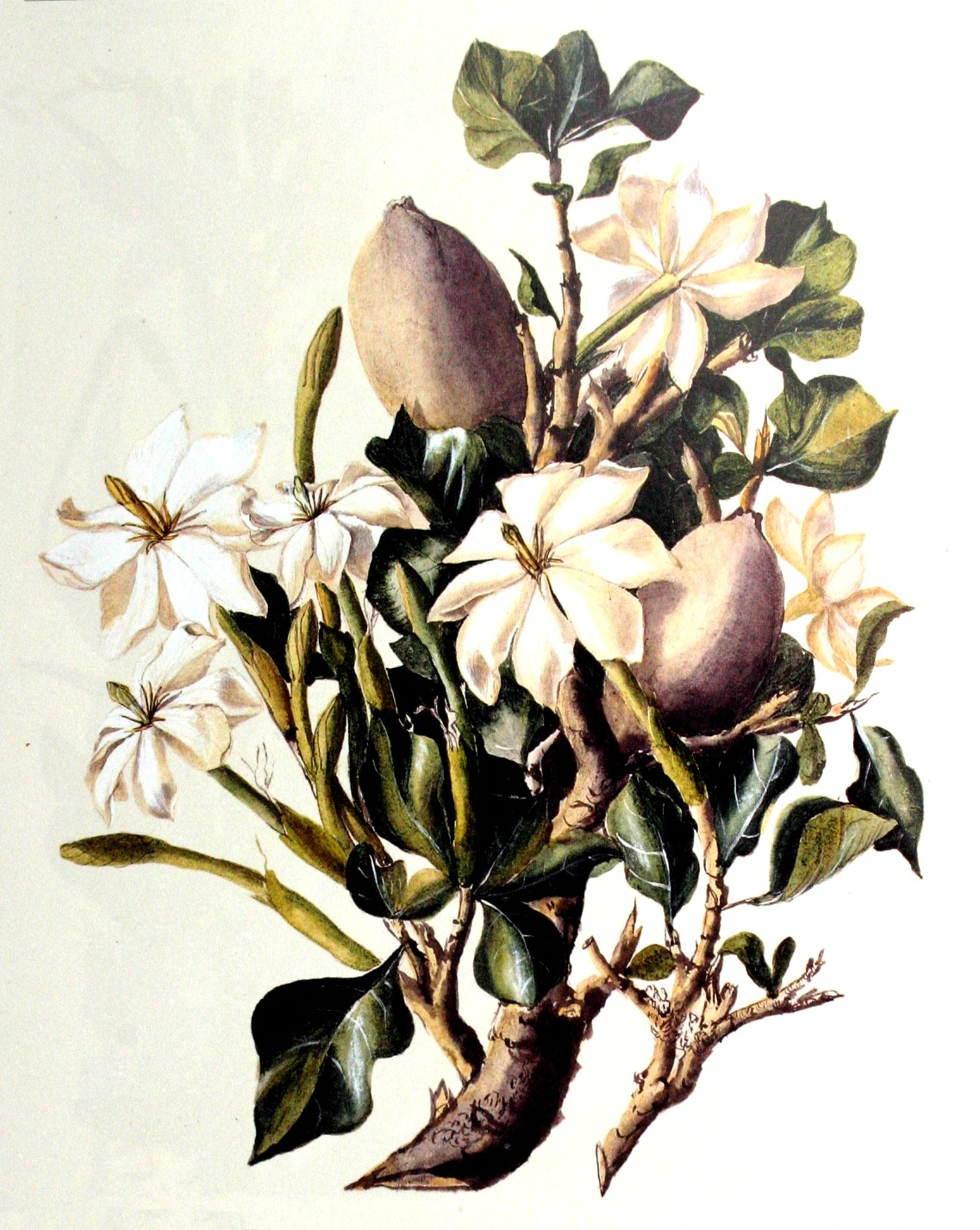